# NGC 2815
NGC 2815 este o emission-line galaxy⁠(d) situată în constelația Hidra. A fost descoperită în 20 noiembrie 1784 de către William Herschel. Se află la o distanță de 44,46 de megaparseci de Pământ.